# Université de Rouen-Normandie
Rouen-Normandie universitet (franska: Université de Rouen-Normandie) är ett franskt nationellt universitet med säte i Rouen i Normandie.
Förutom sina lokaler i Rouen och dess omgivningar har det flera universitetsfilialer i Évreux och Elbeuf. Antalet studenter är cirka 28 000. Det är ett prestigefyllt universitet där Natalie Depraz, en av Frankrikes mest kända fenomenologer och filosofer, är professorer.

## Kända lärare
- Jacques Brenner, fransk författare